# Wolfgang von Kempelen

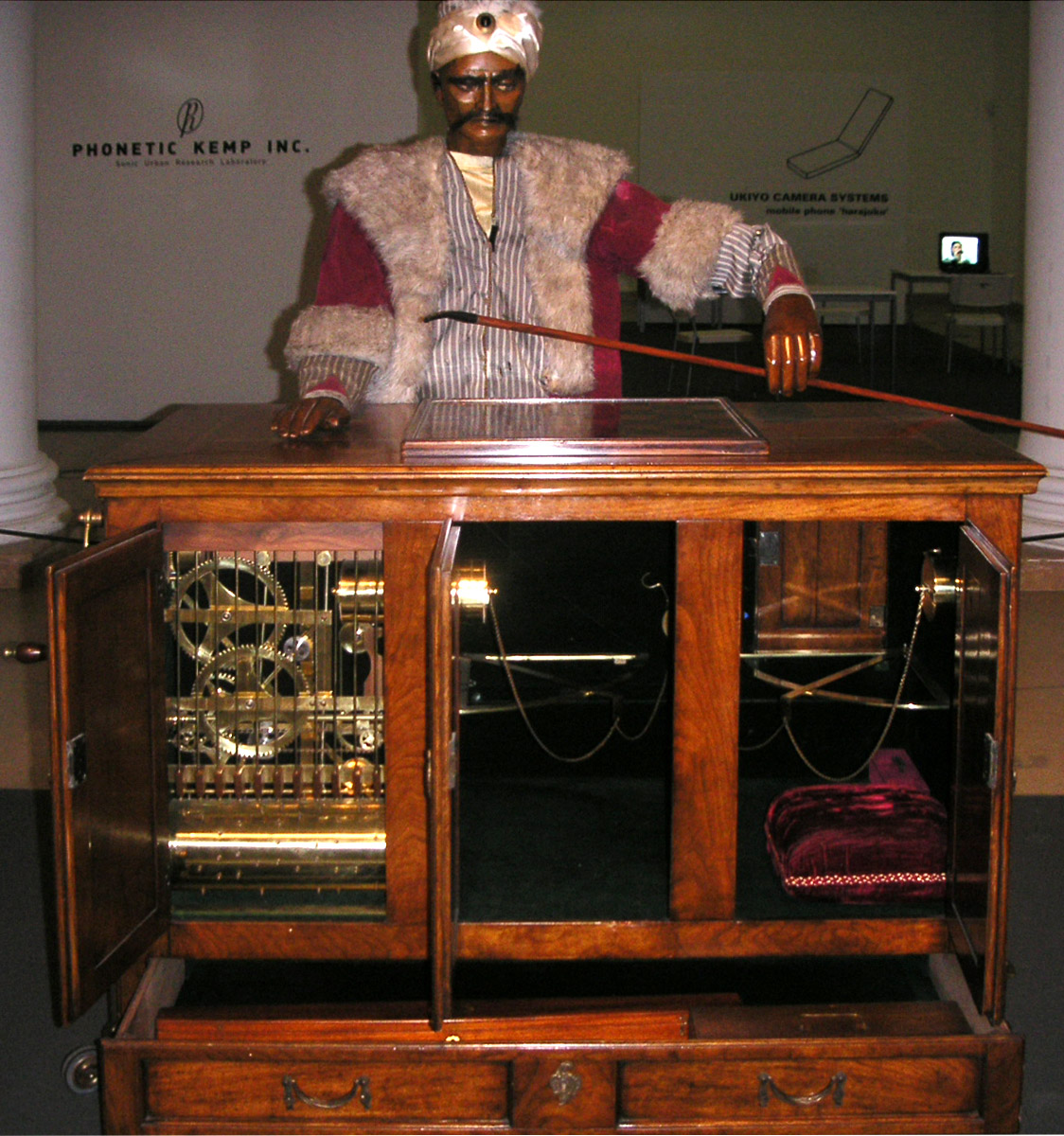
Una ricostruzione del turco

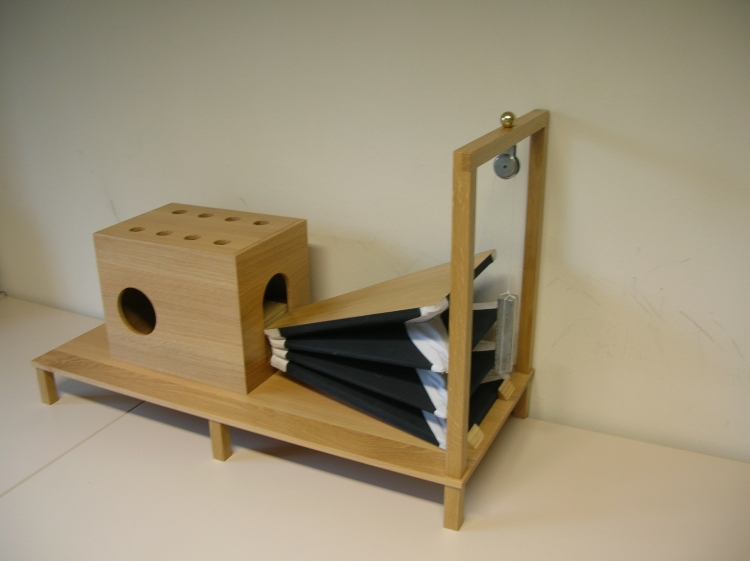
Ricostruzione della macchina parlante

Wolfgang von Kempelen (Pressburg, 23 gennaio 1734 – Vienna, 26 marzo 1804) è stato un inventore ungherese creatore di un finto automa che giocava a scacchi, noto come Il turco, e di una macchina parlante.

Kempelen studiò legge e filosofia. Svolse diversi lavori nell'amministrazione del regno d'Ungheria. Kempelen scrisse poesie, fece disegni e incisioni e soprattutto, inventò una macchina parlante azionata da un mantice, motori a vapore, turbine, una macchina da scrivere per Maria Theresia von Paradis, progettò un teatro e giochi d'acqua e fontane.

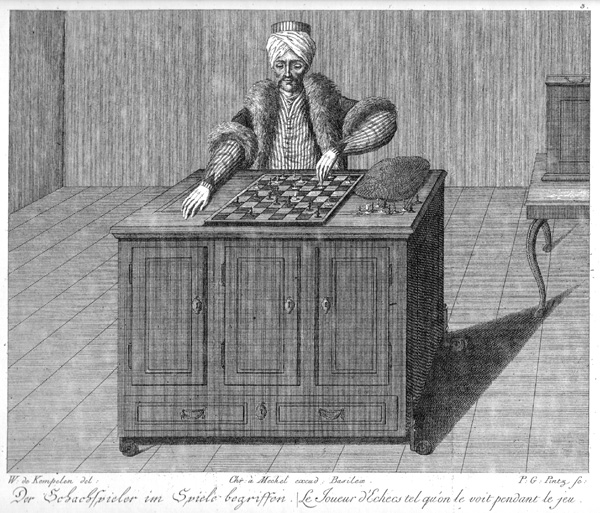
Il turco, ovvero l'automa giocatore di scacchi